# El Castrejón
El Castrejón es un pequeño asentamiento de apenas 800 m² ubicado en Escacena del Campo sobre un cerro de difícil acceso que muestra como principal característica el estar fuertemente amurallado. Está muy próximo al yacimiento tartésico de Tejada La Vieja pero no guarda ninguna relación con él.
El Castrejón es, como hemos dicho, un recinto amurallado de época romana republicana, con un corto período de utilización, desde finales del s. II a. C. hasta mediados del s. I a. C.
Posiblemente, este yacimiento junto con otros de similares características localizados en zonas no muy distantes de él, estén relacionado con el control del territorio y de las vías de acceso al área minera.